# Stade Kōshien
Le Stade Hanshin Kōshien (阪神甲子園球場, Hanshin Kōshien Kyūjō) est un stade de baseball japonais situé à Nishinomiya (près de Kobe). Le stade a été construit en 1924 et a d'abord servi de terrain pour les tournois de baseball des lycées japonais. Lors de son inauguration, c'était le plus grand stade asiatique avec une capacité de 55 000 places. Son architecture était largement inspirée du Polo Grounds de New York, le stade des Giants de New York et des Yankees de New York au début du XXe siècle.
En 1936, les Osaka Tigers deviennent le club de baseball professionnel résident du stade. En 1964, le Koshien Stadium devient le Hanshin Koshien Stadium, du nom du sponsor du club de baseball, la compagnie de transports Hanshin Electric Railway.
Par extension, Kōshien est le nom donné à la compétition de baseball inter-lycées du Japon.

## Moyens d'accès
Le stade est desservi par la ligne principale Hanshin à la gare de Kōshien.